# Hands Across the Rockies
Hands Across the Rockies est un film américain réalisé par Lambert Hillyer, sorti en 1941.

## Fiche technique
- Titre : Hands Across the Rockies
- réalisateur : Lambert Hillyer
- Scénario : Paul Franklin d'après la nouvelle A Gunsmoke Case for Major Cain de Norbert Davis
- Société de production : Columbia Pictures Corporation
- Durée : 56 minutes
- Genre : Western
- Film en noir et blanc
- Date de sortie 
  - États-Unis : 19 juin 1941

## Distribution
- Wild Bill Elliott : Wild Bill Hickok
- Mary Daily : Marsha Crawley
- Dub Taylor : Cannonball Taylor
- Kenneth MacDonald (en) : Juneau Jessup
- Frank LaRue : Rufe Crawley
- Donald Curtis : Dade Crawley
- Tom Moray : Hi Crawley
- Stanley Brown : Johnny Peale
- Slim Whitaker : Marshal Bemis
- Harrison Greene : Abel Finney
- Art Mix : Henchman Red
- Eddy Waller : Judge Plunkett
- Hugh Prosser : Cash Jennings